# Stazione di San Pietro in Casale
Stazione di San Pietro in Casale vasútállomás Olaszországban, San Pietro in Casale településen.

## Vasútvonalak
Az állomást az alábbi vasútvonalak érintik:
- Padova–Bologna-vasútvonal

## Kapcsolódó állomások
A vasútállomáshoz az alábbi állomások vannak a legközelebb:
- Stazione di San Giorgio di Piano
- Stazione di Galliera